# Fô-Tancé
Fô-Tancé è un arrondissement del Benin situato nella città di Kouandé (dipartimento di Atakora) con 7 526 abitanti (dato 2006).